# Down with the King
| Críticas profissionais | Críticas profissionais |
| Avaliações da crítica  | Avaliações da crítica  |
| Fonte                  | Avaliação              |
| ---------------------- | ---------------------- |
| Allmusic               | [ 1 ]                  |
| Robert Christgau       | B+                     |
| Rolling Stone          | (favorável)            |

Down with the King é o sexto álbum de estúdio de 1993 do grupo americano de hip-hop Run-D.M.C.. Este álbum marca o início da jornada do grupo dentro do gangsta rap. O álbum é considerado controverso devido ao fato do grupo ter saído de suas raízes. Também marca a estréia de Jam Master Jay como produtor ao contrário de ser apenas o DJ do grupo.
Após o fracasso de 1990 Back from Hell, a maioria do fãs de hip-hop pensou que o Run-D.M.C. não era mais capaz de lançar um disco consistente. "Down With the King" provou que estavam errado. Embora não tenha vendido tão bem quanto "Raising Hell" ou seu primeiro e inovador álbum, "Down With the King" mostrou que que continuavam fortes e talentosos. Isso em parte proporcionado pela boa escolha dos produtores do disco, incluindo Public Enemy, Pete Rock, Naughty by Nature e Q-Tip.

## Faixas
1. "Dance with the King" (com Pete Rock & C.L. Smooth)
2. "Come On Everybody" (com Q-Tip)
3. "Can I Get It, Yo" (com EPMD)
4. "Hit 'Em Hard"
5. "To The Maker"
6. "In The Head"
7. "Ooh, Whatcha Gonna Do"
8. "Big Willie" (com Tom Morello)
9. "Three Little Indians"
10. "In the House"
11. "Can I Get A Witness"
12. "Get Open"
13. "What's Next"
14. "Wreck Shop" (com Mad Cobra)
15. "For 10 Years"